# Palazzo Chiazzese
Palazzo Chiazzese è un edificio storico del XVII secolo che si trova nel quartiere di Brancaccio a Palermo; il baglio Chiazzese era in realtà un casino di caccia che faceva parte del Parco della Favara.
Attualmente ospita la Casa Museo del costume teatrale.

## La Casa Museo del costume teatrale
Nel 2000, Massimiliano Pipi, il figlio più piccolo di Antonio Pipi, acquisisce, in società con Gessica Genco, una parte del baglio Chiazzese. Allo stesso tempo, dalla metà degli anni '90, Massimiliano e Gessica, creano alcune associazioni. Nel quartiere di Brancaccio, lavorano aiutati dal Centro di Accoglienza Padre Nostro e dalla Associazione Maredolce, perché il quartiere, conosciuto come una zona mafiosa, non si perda, anzi riacquisti la sua dignità. Negli ultimi anni, accettano l'idea di fondare la prima esposizione storica del costume teatrale nel Sud Italia. Danno inizio, al loro progetto Casa Museo del costume teatrale Palazzo Chiazzese, scegliendolo come sede. La storica Sartoria Pipi è ancora oggi produttiva, ed è impegnata nel mondo dello spettacolo.
La storia della sartoria Pipi incomincia con i fratelli Antonio e Giuseppe che, alla fine della guerra, creano la Casa D'arte Teatrale. L'Azienda della famiglia Pipi è pubblicizzata fino al 30 settembre 1959, quando nell'arte societaria entra a far parte Antonino Jr. Dopo la morte di Antonino Jr, la ditta sarà nelle mani dei tre suoi figli: Francesca, Paolo e Massimiliano.

## Esposizione
Attualmente sono esposti nella Casa Museo i costumi (realizzati o adattati per la scena), di messinscene storiche delle seguenti opere liriche:
- Il Vascello fantasma di Richard Wagner;
- I Capuleti e i Montecchi di Vincenzo Bellini;
- Werther di Jules Massenet;
- Boris Godunov di Modest Mussorgsky;
- I Maestri cantori di Norimberga di Richard Wagner.[3]